# Joan Vila (ciclista)
Joan Vila (Santa Eugènia de Berga, 1945?) va ser un ciclista català, que competí a la dècada dels 60. De la seva carrera destaca la victoria al Gran Premi de Catalunya de 1965.

## Palmarès
- 1965
  - 1r al Gran Premi de Catalunya
  - 2n al Campionat de Barcelona (etapa de la Setmana Catalana)
  - 6è a la Volta a Andalusia
  - 1r al Trofeu Juan Campillo
  - 1r al Trofeu Duraleu Forte
  - 1r al Trofeu Canto Arroyo